# Fotogramma

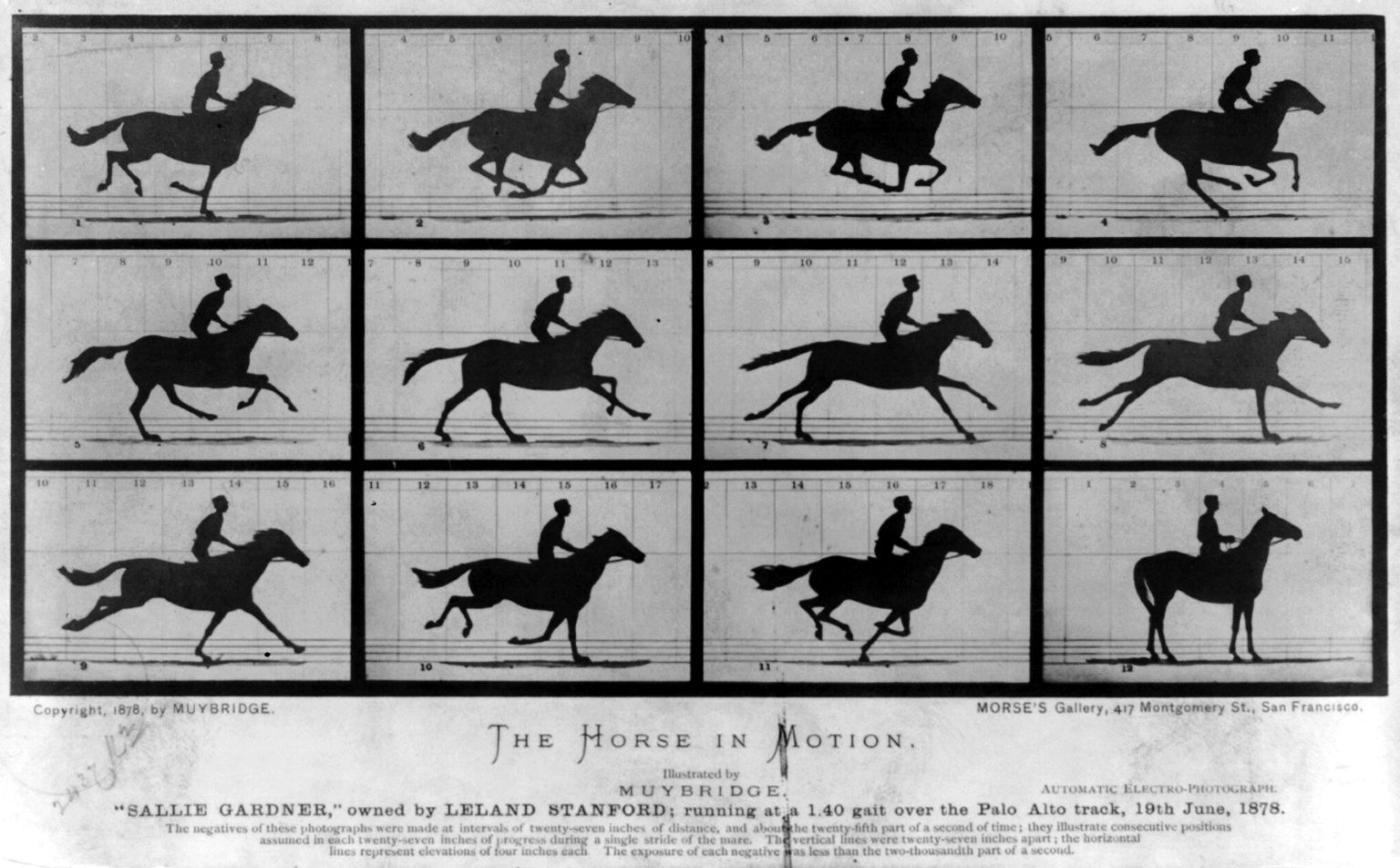
Il cavallo in Movimento di Eadweard Muybridge

Il fotogramma [comp. di foto- "luce" e -gramma "disegno"] è ciascuna delle immagini fotografiche che si susseguono in una pellicola cinematografica o fotografica, negativa o positiva che sia.
Per estensione tecnologica, può esser detto fotogramma (o frame, in inglese) anche ogni immagine completa (a quadro intero) del segnale televisivo o di ripresa video, e ciascuna immagine impressa su un qualunque tipo di fotosensore elettronico (video digitale o fotografia digitale, ecc). Anche ogni singola immagine di un cartone animato o di un filmato costruito in ambiente grafico (anche digitale), che non utilizza la luce come la fotografia, può essere considerato ugualmente un "fotogramma", almeno per il senso generale che raccoglie riguardo al tempo, dove la quantità dei fotogrammi al secondo (o frame per second - fps), descrivono la densità di immagini fisse, viste dagli occhi nell'unità di tempo.

## Cinema

Animazione de Il cavallo in Movimento

Sulle prime pellicole cinematografiche, veniva impressa una sequenza di immagini ad una velocità di almeno 16 fotogrammi al secondo (fps), restituituendo allo spettatore (durante la proiezione del film) l'impressione di un movimento continuo, e non di una sequenza di immagini fisse. Oggi, la velocità standard di proiezione di una pellicola cinematografica è di 24 fps. Nei primi 15-20 anni di vita del cinema, la velocità di proiezione poteva passare tra 10 e 16 fotogrammi al secondo, poi 18 e anche 20 fps.

## Fotografia
In fotografia, è spesso usato come sinonimo di posa, inteso come numero di fotogrammi disponibili in un rullino. O anche l'immagine fotografica ottenuta in camera oscura, senza fare uso di fotocamere o cineprese, imprimendo l'immagine direttamente su un foglio di carta fotochimica sensibile, dalla quale si ottiene la fotografia o la diapositiva, con il processo di sviluppo. Tuttavia, questa tecnica è più nota col nome di Shadografia o Rayografia o anche Rayogramma, dal nome del fotografo Man Ray, che la riscopre negli anni 1920.

## Televisione
Anche il segnale televisivo si compone di "fotogrammi" (detti quadri), ma in questo caso il nome individua ogni singola immagine costruita mediante particolari scansioni dei segnali elettrici che la compongono. Secondo gli standard in uso in Europa (PAL e SÉCAM), la frequenza di quadro è 50 Hz, la stessa della rete elettrica di distribuzione energetica, ma l'immagine è divisa in due semi-quadri (interlacciati) formati da 25 righe di scansione pari e 25 dispari, per cui sono disponibili solo 25 immagini complete per ogni secondo (scansione progressiva).
A causa di tale piccola discrepanza, tra la cadenza cinematografica e quella televisiva, la codifica dei film in un segnale televisivo, lo accelera alla frequenza di 25 fotogrammi al secondo, in modo da sincronizzare perfettamente le due cadenze. L'incremento di velocità (4%) è inavvertibile, sia in termini di qualità dell'audio, che di riproduzione del movimento, ma determina comunque una riduzione della durata del film: una pellicola che al cinema dura due ore, quando viene trasmessa in televisione si conclude dopo circa un'ora e cinquantacinque minuti. Questo effetto può essere eliminato mediante tecniche di interpolazione che ridisegnano i fotogrammi "aggiungendo" quelli mancanti: mentre prima in un secondo ce ne stavano 24 ora devono starcene 25, sempre equamente distribuiti nel tempo. Si deve tuttavia considerare che queste tecniche vengano utilizzate raramente a causa della grande differenza tra i vantaggi ottenuti e il loro "costo" in termini di elaborazione.

## Fermoimmagine
Un fermoimmagine è una singola immagine statica presa da un film o da un video, considerate immagini cinetiche (in movimento). I fotogrammi sono anche chiamati fermoimmagine, prompt video, anteprima o miniatura fuorviante, fotogramma chiave, poster frame, o screenshot/cattura/copia. I fermi immagine sono ampiamente utilizzati sulle piattaforme video e nelle gallerie video, per mostrare agli spettatori una anteprima o un teaser (pubblicità preliminare che non svela alcunché del prodotto). Molte piattaforme video hanno uno standard per visualizzare un fotogramma a metà tempo del video. Alcune piattaforme offrono la possibilità di scegliere individualmente un frame diverso.
Gli artisti-produttori di video e film, a volte utilizzano fotogrammi fissi all'interno del video/film per ottenere effetti speciali, come scatti di fermo immagine o fermo immagine.
In ambito sportivo, il fermoimmagine (fotofinish) è diventato una pratica che autorizza i giudici a decretare un risultato piuttosto che un altro.

### Forense
Per le indagini penali è diventato un uso frequente pubblicare fotogrammi di video di sorveglianza al fine di identificare le persone sospette e trovare più testimoni. I video dell'assassinio di John Fitzgerald Kennedy sono stati spesso discussi fotogramma per fotogramma per varie interpretazioni. Per la diagnostica medica è molto utile guardare i fotogrammi dei video di risonanza magnetica.